# Parc national de Yakushima
Le parc national de Yakushima (屋久島国立公園, Yakushima Kokuritsu Kōen) est un parc national du Japon situé dans la préfecture de Kagoshima.
Le parc inclut une partie des îles Ōsumi avec celle de Yakushima, l'ensemble de l'île Kuchinoerabu-jima ainsi que des parties marines alentour.

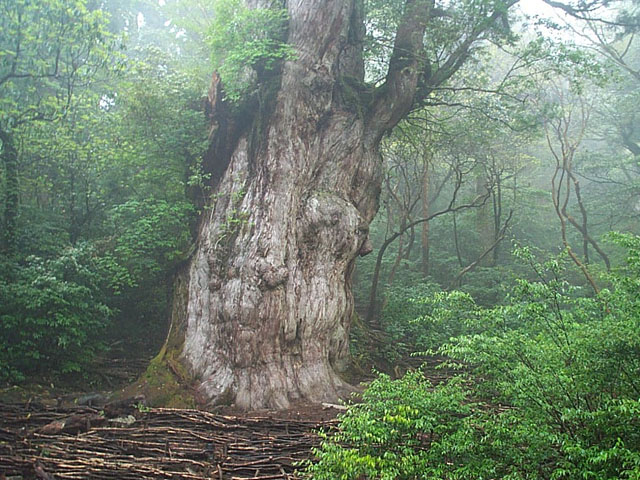
, le très vieux yakusugi dit « Jomon » sur Yakushima

## Histoire
Le parc a été créé initialement le 16 mars 1964 sous le nom de parc national de Kirishima qui deviendra le parc national de Kirishima-Yaku. Le 16 mars 2012, le parc Kirishima-Yaku est scindé en deux parcs nationaux distincts, Kirishima Kinkōwan et Yakushima.